# Ankhmare
Ankhmare (ˁnḫ mˁ Rˁ) va ser un príncep egipci i djati (visir) de la IV Dinastia. Entre els seus títols destaca el de Fill gran del Rei seu cos (sA-nswt n Xt = f), Cap del Tribunat (jutge) i djati (smsw tAjtj sAb TAtj). Ankhmare era fill del faraó Khefren i va rebre el nom del déu Ra.

## Títols
Els seus coneguts eren els següentsː
- Príncep hereditari, comte, Fill Gran del Rei gran del seu cos

- Ritualista principal del seu pare

- Cap de justícia i djati

- Tresorer del seu pare, el Rei del Baix Egipte.

## Tomba
La tomba d'Ankhmare és, segons Selim Hassan, la G 8460, situada al Camp Central de la necròpolis de Guiza. L'entrada condueix a una sala tallada a la roca. Dos pilars divideixen la sala en qüestió en dues parts. A la zona de darrere dels pilars s'hi van excavar tres fosses funeràriesː
1. La fossa núm. 1350 contenia un esquelet. S'hi van trobar les petjades d'un home i un noi a la zona del cos, que presumptament pertanyien als lladres de sepulcres que van violar la cambra funerària a l'antiguitat.
2. La fossa núm. 1351 era un simple pou.
3. La fossa núm. 1352 contenia un sarcòfag de pedra calcària que es va col·locar contra la paret occidental.[4]

La doble estàtua de Schepsesnesut i la seva dona Neferetius també es va trobar a la tomba.
Segons George Andrew Reisner, Ankhmare va ser enterrat a la doble mastaba G 7837-7843 del Camp Oriental de la necròpolis de Guiza. Aquesta tomba, tallada a la roca, esta formada per dues mastabes separades combinades en una sola.